# Nooit Opgeven Altijd Doorzetten Aangenaam Door Vermaak En Nuttig Door Ontspanning Combinatie Breda 2019-2020
Questa voce raccoglie le informazioni riguardanti il Nooit Opgeven Altijd Doorzetten Aangenaam Door Vermaak En Nuttig Door Ontspanning Combinatie Breda nelle competizioni ufficiali della stagione 2019-2020.

## Rosa
Aggiornata al 10 ottobre 2019.
| N. |                        | Ruolo | Calciatore                |
| -- | ---------------------- | ----- | ------------------------- |
| 1  | Paesi Bassi (bandiera) | P     | Nick Olij                 |
| 2  | Paesi Bassi (bandiera) | D     | Robin Schouten            |
| 3  | Spagna (bandiera)      | D     | Roger Riera               |
| 4  | Spagna (bandiera)      | D     | Nacho Monsalve (capitano) |
| 5  | Spagna (bandiera)      | D     | Javi Noblejas             |
| 6  | Belgio (bandiera)      | C     | Arno Verschueren          |
| 7  | Serbia (bandiera)      | C     | Ivan Ilić                 |
| 8  | Serbia (bandiera)      | C     | Luka Ilić                 |
| 9  | Paesi Bassi (bandiera) | A     | Finn Stokkers             |
| 10 | Paesi Bassi (bandiera) | A     | Hüseyin Doğan             |
| 11 | Paesi Bassi (bandiera) | C     | Mounir El Allouchi        |
| 12 | Paesi Bassi (bandiera) | D     | Pele van Anholt           |
| 14 | Belgio (bandiera)      | C     | Othman Boussaid           |
| 15 | Croazia (bandiera)     | A     | Andrija Filipović         |

| N. |                        | Ruolo | Calciatore           |
| -- | ---------------------- | ----- | -------------------- |
| 16 | Paesi Bassi (bandiera) | P     | Chiel Kramer         |
| 17 | Paesi Bassi (bandiera) | D     | Jethro Mashart       |
| 18 | Paesi Bassi (bandiera) | C     | Yassine Azzagari     |
| 19 | Belgio (bandiera)      | A     | Boris Kudimbana      |
| 20 | Paesi Bassi (bandiera) | C     | Jan Paul van Hecke   |
| 21 | Inghilterra (bandiera) | C     | Joshua Bohui         |
| 22 | Paesi Bassi (bandiera) | C     | Jordan van der Gaag  |
| 23 | Paesi Bassi (bandiera) | A     | Sydney van Hooijdonk |
| 24 | Norvegia (bandiera)    | D     | Colin Rösler         |
| 25 | Paesi Bassi (bandiera) | P     | Sem Custers          |
|    | Curaçao (bandiera)     | D     | Jurich Carolina      |
|    | Paesi Bassi (bandiera) | C     | Marwin Reuvers       |
|    | Paesi Bassi (bandiera) | D     | Wout Neelen          |
|    | Paesi Bassi (bandiera) | C     | Sabir Agougil        |